# Lychas rackae
Espèce
Lychas rackae est une espèce de scorpions de la famille des Buthidae.

## Distribution
Cette espèce est endémique d'Uttarakhand en Inde. Elle se rencontre vers Molta.

## Description
Le mâle holotype mesure 36,7 mm.

## Étymologie
Cette espèce est nommée en l'honneur de Gisela Rack.

## Publication originale
- Kovařík, 1997 : « Revision of the genera Lychas and Hemilychas, with descriptions of six new species (Scorpiones: Buthidae). » Acta Societatis Zoologicae Bohemicae, vol. 61, p. 311-371 (texte intégral).